# Romeo e Giulietta
Romeo e Giulietta  (in inglese The Most Excellent and Lamentable Tragedy of Romeo and Juliet) è una tragedia di William Shakespeare composta tra il 1594 e il 1596, tra le più rappresentate, nonché una delle storie d'amore più famose e popolari del mondo. È un adattamento della Historia novellamente ritrovata di due nobili amanti del letterato vicentino Luigi da Porto, ispirata probabilmente alle due contrapposte rocche scaligere di Montecchio Maggiore, visibili dalla sua casa dominicale di Montorso (oggi Villa da Porto Barbaran), e al suo amore per Lucina Savorgnan, nobile friulana a cui è dedicata la prima edizione dell'opera.
La vicenda dei due protagonisti ha assunto nel tempo un valore simbolico, diventando l'archetipo dell'amore perfetto, ma avversato dalla società. Innumerevoli sono le riduzioni musicali (per esempio: il poema sinfonico di Čajkovskij, il balletto di Prokof'ev e anche, di Kenneth MacMillan, l'opera di Gounod, l'opera di Bellini I Capuleti e i Montecchi e il musical West Side Story) e cinematografiche (fra le più popolari quelle dirette da Zeffirelli e Luhrmann).

## Trama
Nel prologo, il libro racconta come due nobili famiglie di Verona, i Montecchi e i Capuleti, si siano osteggiate per generazioni e che «dai fatali lombi di due nemici discende una coppia di amanti, nati sotto cattiva stella, il cui tragico suicidio porrà fine al conflitto».
Il primo atto (composto da quattro scene) comincia con una rissa di strada tra le servitù delle due famiglie (Gregorio, Sansone, Abramo e Benvolio), ma Escalo, principe di Verona, la interrompe annunciando che, in caso di ulteriori scontri, i capi delle due famiglie saranno considerati responsabili e messi a morte, e fa disperdere la folla. Intanto il conte Paride, un giovane parente di Escalo, ha chiesto ai Capuleti di dargli in moglie la figlia Giulietta, poco meno che quattordicenne: i Capuleti vorrebbero aspettare ancora due anni, ritenendo la figlia ancora troppo giovane, ma alle insistenze di Paride gli permettono di farle la corte e di attirarne l'attenzione durante il ballo in maschera del giorno seguente. Anche la madre di Giulietta cerca di convincerla ad accettare le offerte di Paride. Questa scena introduce la nutrice di Giulietta, l'elemento comico del dramma.
Il rampollo sedicenne dei Montecchi, Romeo, è innamorato di Rosalina, una Capuleti (personaggio che non compare mai) che per un voto di purezza e castità non vuole corrispondere alle di lui attenzioni. Mercuzio (amico di Romeo e nipote del principe) e Benvolio (cugino di Romeo) cercano invano di distoglierlo dalla sua malinconia, quindi decidono di andare mascherati alla casa dei Capuleti per divertirsi e cercare di dimenticare. Romeo, che spera di vedere Rosalina al ballo, incontra invece Giulietta. I due ragazzi si scambiano poche parole, ma sufficienti a farli innamorare l'uno dell'altra e a spingerli a baciarsi. Prima che il ballo finisca la balia rivela a Romeo il nome di Giulietta, il quale apprende che la ragazza è la figlia dei Capuleti.

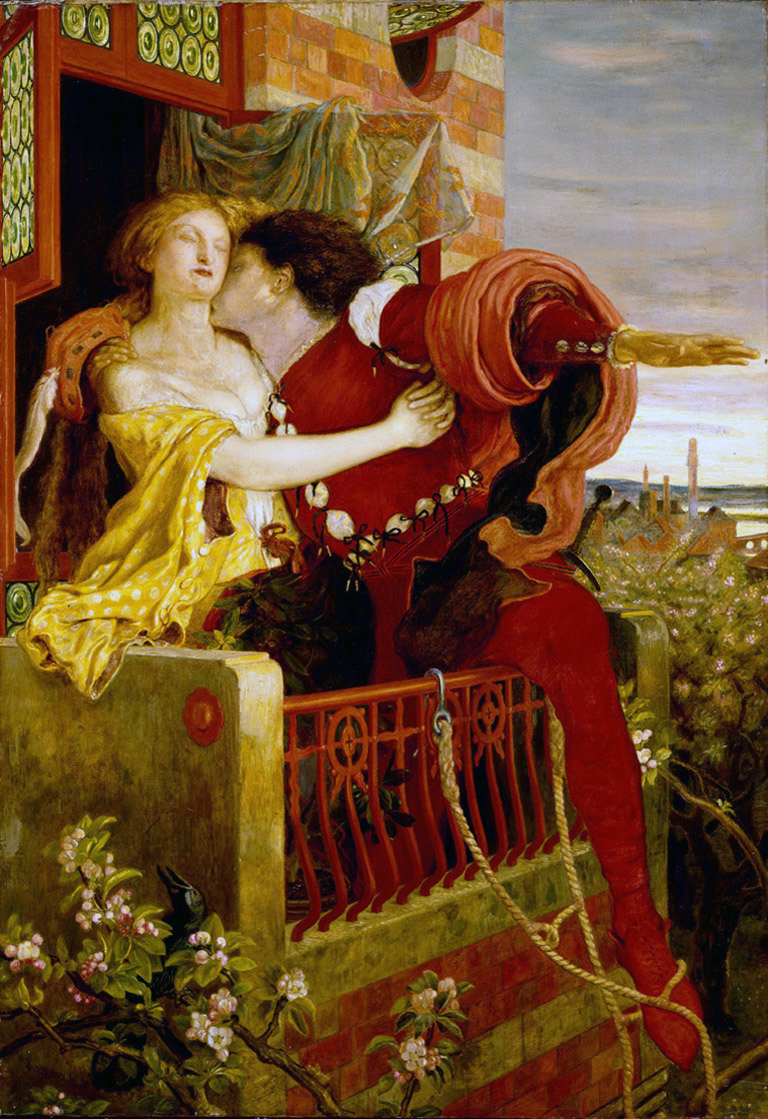
Romeo e Giulietta, dipinto di Ford Madox Brown

Il secondo atto (composto da cinque scene) inizia quando Romeo si congeda dai suoi amici e, rischiando la vita, si trattiene nel giardino dei Capuleti dopo la fine della festa. Durante la famosa scena del balcone i due ragazzi si dichiarano il loro amore e decidono di sposarsi in segreto. Il giorno seguente il francescano frate Lorenzo, con l'aiuto della balia, unisce in matrimonio Romeo e Giulietta, sperando che la loro unione possa portare pace tra le rispettive famiglie.
Nel terzo atto (composto da quattro scene) le cose precipitano quando Tebaldo, cugino di Giulietta e di temperamento iracondo, incontra Romeo e cerca di provocarlo a un duello. Romeo rifiuta di combattere contro colui che è ormai anche suo cugino, ma Mercuzio (ignaro di ciò) raccoglie la sfida. Nel tentativo di separarli Romeo permette inavvertitamente a Tebaldo di ferire Mercuzio, che muore augurando «la peste a tutt'e due le vostre famiglie», e nell'ira Romeo uccide Tebaldo per vendicare l'amico. Giunge il principe che chiede chi abbia provocato la mortale rissa e Benvolio racconta di come Romeo abbia tentato invano di placare le offese e le angherie di Tebaldo. Donna Capuleti mette in dubbio però tale racconto poiché fatto da un Montecchi e allora il principe muta la pena in esilio, dato che Mercuzio era suo nipote e Romeo ha agito per vendicarlo. Quest'ultimo deve quindi lasciare la città prima dell'alba del giorno seguente e non più tardi del cambio della guardia, altrimenti sarà messo a morte.
Giulietta apprende intanto dalla sua balia della morte del cugino Tebaldo e del bando per Romeo e chiede disperata alla balia di trovare quest'ultimo, portargli il suo anello e chiedergli di incontrarla per l'ultimo addio. La balia si reca quindi da frate Lorenzo, dove Romeo ha trovato rifugio e insieme concordano di far incontrare i due sposi. Nel frattempo il conte Paride incontra i Capuleti per chiedere delle nozze con Giulietta e questi decidono di fissare la data per giovedì, così da sollevare il morale alla figlia, credendo si stia disperando per la morte di Tebaldo. I due sposi riescono a passare insieme un'unica notte d'amore e all'alba, svegliati dal canto dell'allodola, messaggera del mattino (che vorrebbero fosse il canto notturno dell'usignolo), si separano e Romeo fugge a Mantova. La mattina dopo Giulietta apprende dai suoi genitori della data delle nozze con Paride e al suo rifiuto viene verbalmente aggredita dal padre, che minaccia di diseredarla e cacciarla dalla sua casa. Giulietta chiede invano conforto alla sua balia e poi, fingendo un ravvedimento, manda questa a chiedere ai suoi il permesso di andare a confessarsi da frate Lorenzo per espiare il torto fatto con il suo rifiuto.
Il quarto atto (composto da quattro scene) inizia con un colloquio tra frate Lorenzo e Paride che gli annuncia il matrimonio con Giulietta per giovedì. Poco dopo giunge la ragazza, la quale si trova quindi di fronte al conte e per congedarlo è costretta a farsi baciare e poi, una volta uscito quest'ultimo, si rivolge disperata al frate. Quest'ultimo, esperto religioso in erbe medicamentose, escogita una soluzione al dramma e consegna a Giulietta una pozione-sonnifero che l'avrebbe portata a uno stato di morte apparente solo per quarantadue ore, in realtà un sonno profondo con un impercettibile rallentamento del battito cardiaco, per sfuggire alle nozze con Paride. Nel frattempo il frate manda il suo fidato assistente, frate Giovanni, a informare Romeo affinché egli la possa raggiungere al suo risveglio e fuggire da Verona. Tornata a casa, Giulietta finge la propria approvazione alle nozze e, una volta giunta la notte, la ragazza beve la pozione e si addormenta nel profondo sonno. Al mattino la balia si accorge sconvolta della "morte" di Giulietta, la quale viene così sepolta nella tomba della famiglia dove riposa anche Tebaldo.

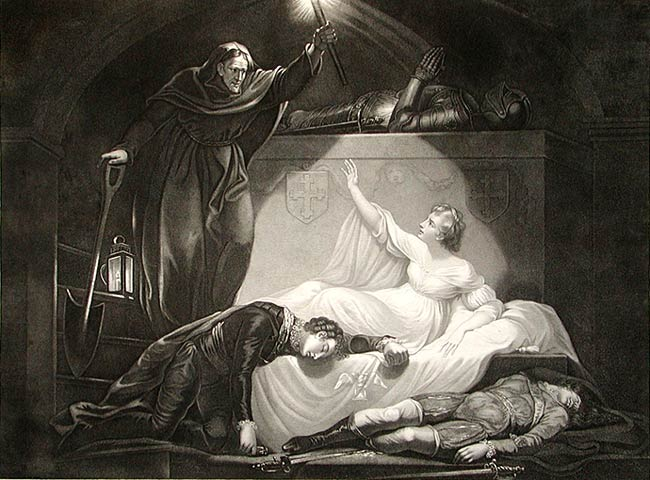
Romeo e Giulietta (Atto V, scena III), Incisione di P. Simon da un dipinto di J. Northcode

Nel quinto atto (composto da due scene) Romeo viene a sapere dal suo servo Baldassare (che ha assistito al funerale di Giulietta inconsapevole del retroscena) della morte della sua sposa. Disperato, Romeo si procura quindi un veleno con l'intento di tornare a Verona, dare l'estremo saluto alla sua sposa e togliersi la vita.
Nel frattempo frate Lorenzo apprende da frate Giovanni la mancata consegna a Romeo poiché Mantova è sotto quarantena per la peste e gli è stato impedito di recapitare la missiva. Romeo raggiunge precipitosamente Verona e in segreto si inoltra nella cripta dei Capuleti ordinando al suo servo Baldassare di andarsene e lasciarlo solo, determinato a unirsi a Giulietta nella morte. Qui si imbatte però in Paride, anch'egli in lutto venuto a piangere Giulietta. Paride riconosce Romeo e vorrebbe arrestarlo: ne nasce un duello nel quale Paride rimane ucciso. Il paggio di quest'ultimo (che era rimasto fuori di guardia) corre a chiamare le guardie, mentre Romeo, dopo aver guardato teneramente Giulietta un'ultima volta e sul punto di raggiungerla nella morte, si avvelena pronunciando la famosa frase: «E così con un bacio io muoio».
Nel frattempo giunge frate Lorenzo, che si imbatte in Baldassare e apprende che il suo padrone Romeo è già da mezz'ora nella cripta. Il frate intuisce che qualcosa di nefasto sta accadendo e si affretta affannosamente nella cripta, dove scorge i corpi ormai esanimi di Paride e Romeo. Giulietta intanto si sveglia, e il frate in un primo tempo le mente, pronunciando poi la seguente frase: "Un potere più grande, cui non possiamo opporci, ha frustrato i nostri piani". Sentendo quindi delle voci che si avvicinano, frate Lorenzo supplica Giulietta di seguirlo, fuggendo però impaurito a causa delle guardie che sopraggiungono, e Giulietta non lo segue. Questa, alla vista di Romeo morto accanto a lei, si uccide trafiggendosi con il pugnale del suo amato sposo e si unisce a lui nella morte.

Nella scena finale, le due famiglie e il principe Escalo accorrono alla tomba, dove frate Lorenzo gli rivela infine l'amore e il matrimonio segreto di Romeo e Giulietta: le due famiglie, come anticipato nel prologo, sono riconciliate dal sangue dei loro figli, e pongono fine alle loro sanguinose dispute, Mentre il principe li maledice per il loro odio che ha causato la morte delle loro gioie, si allontana pronunciando l'ultima frase della tragedia: 
Andiamo a parlare ancora di questi tristi eventi. Alcuni avranno il perdono, altri un castigo.
Ché mai vi fu una storia così piena di dolore come questa di Giulietta e del suo Romeo.»

## Personaggi principali
- Romeo: Romeo è il figlio sedicenne e l'erede di Montague e Lady Montague. Romeo, un giovane bello, intelligente e sensibile, è un personaggio estremamente affascinante grazie al suo idealismo e alla sua passione, nonostante sia impulsivo e immaturo. Nonostante la violenta faida tra la sua famiglia e i Capuleti, non è interessato alla violenza, il suo unico interesse è trovare e vivere l'amore. All'inizio della tragedia è infatuato di Rosaline, ma quando vede Giulietta, si innamora perdutamente di lei e dimentica Rosaline. Shakespeare ci dà tutte le ragioni per dubitare della veridicità di questo nuovo amore, tuttavia Romeo dimostra la serietà e la profondità dei suoi sentimenti compiendo gesti estremi: sposa Giulietta in segreto, affronta con gioia le provocazioni di Tybalt e preferisce morire piuttosto che vivere senza il suo amore. Romeo è anche un amico affettuoso e leale di Benvolio, Mercuzio e frate Lorenzo.
- Juliet: Juliet è la graziosa figlia tredicenne di Capulet e Lady Capulet. All'inizio della storia è una bambina ingenua e sincera, che ha pensato poco all'amore e al matrimonio, ma dopo essersi innamorata di Romeo, matura rapidamente in una donna coraggiosa e passionale. Essendo figlia di una famiglia aristocratica, non gode affatto delle stesse libertà di Romeo. Tuttavia, mostra una incredibile determinazione nel dedicare tutta la sua vita e il suo futuro a Romeo, rifiutandosi persino di credere alle peggiori notizie su di lui, difendendolo con forza, e architettare un piano estremamente pericoloso pur di ricongiungersi al suo sposo. La sua migliore amica e confidente è la Nutrice, ma quando la Nutrice si oppone a Romeo, Juliet è pronta a tagliarla fuori dalla sua vita.
- Friar Lawrence: Fra Lorenzo è un frate francescano e amico sia di Romeo che di Giulietta. È conosciuto per la sua gentilezza, pensiero civico e difesa della moderazione. Con la speranza di portare pace a Verona, sposa segretamente Romeo e Giulietta. Oltre ad essere un uomo sacro cattolico, è anche esperto nell'uso di pozioni mistiche e erbe medicinali.
- Mercutio: Mercuzio è nipote del Principe e un caro amico di Romeo e Benvolio. Uno dei personaggi più straordinari di tutte le opere di Shakespeare, Mercuzio è pieno di immaginazione, intelligenza e un umorismo pungente e talvolta stravagante. Ama i giochi di parole, specialmente i doppi sensi sessuali. Può essere piuttosto irascibile e detesta le persone vanitose, ossessionate o influenzate dalle ultime mode. Trova stancanti le idee romantiche di Romeo sull'amore e cerca di convincerlo a considerare l'amore come una semplice questione di appetito sessuale. Dimostra l'onestà e la grandezza della sua amicizia per Romeo, difendendolo a costo della vita dalle provocazioni e dalla violenza di Tebaldo durante uno scontro.
- Balia: La nutrice di Giulietta è la donna che l'ha allattata da neonata e si è presa cura di lei per tutta la vita. Di carattere rude, loquace ed emotivo, la Nutrice spesso fornisce un sollievo comico con le sue osservazioni inappropriate. Fino alla fine della storia, è la confidente leale di Giulietta e l'intermediaria della sua relazione con Romeo. La visione dell'amore della Nutrice è mondana e sessuale, creando un contrasto con l'amore idealistico e intenso di Giulietta. La Nutrice desidera che Giulietta abbia un marito bello, ma fatica a comprendere l'idea che Giulietta sia disposta a sacrificarsi per amore.
- Tybalt: Tebaldo è il cugino materno di Giulietta e un Capuleti. È vanitoso, alla moda e molto sensibile alla mancanza di cortesia. Quando si sente offeso, diventa aggressivo e tira subito fuori la spada, che diventa una minaccia spaventosa. Odia profondamente i Montague, in particolare Romeo.
- Benvolio: Benvolio è il nipote di Montague, il cugino di Romeo e un amico premuroso sia per il cugino che per Mercuzio. Cerca di prevenire la violenza in pubblico, ma Mercuzio lo accusa di avere un cattivo temperamento nella vita privata. Trascorre gran parte della storia cercando di aiutare Romeo a distogliere l’attenzione da Rosaline anche dopo che si è innamorato di Giulietta.
- Signore Capuleti: Capulet è il padre di Giulietta e il marito di Lady Capulet. Ha una faida inspiegabile con Montague. Anche se non comprende completamente i pensieri e i sentimenti di sua figlia, ama veramente Giulietta e sembra pensare che la cosa migliore per lei sia un buon matrimonio con Paride. È generalmente prudente e comanda il rispetto, ma è molto suscettibile all'ira quando il rispetto e la cortesia mancano.

## Origini

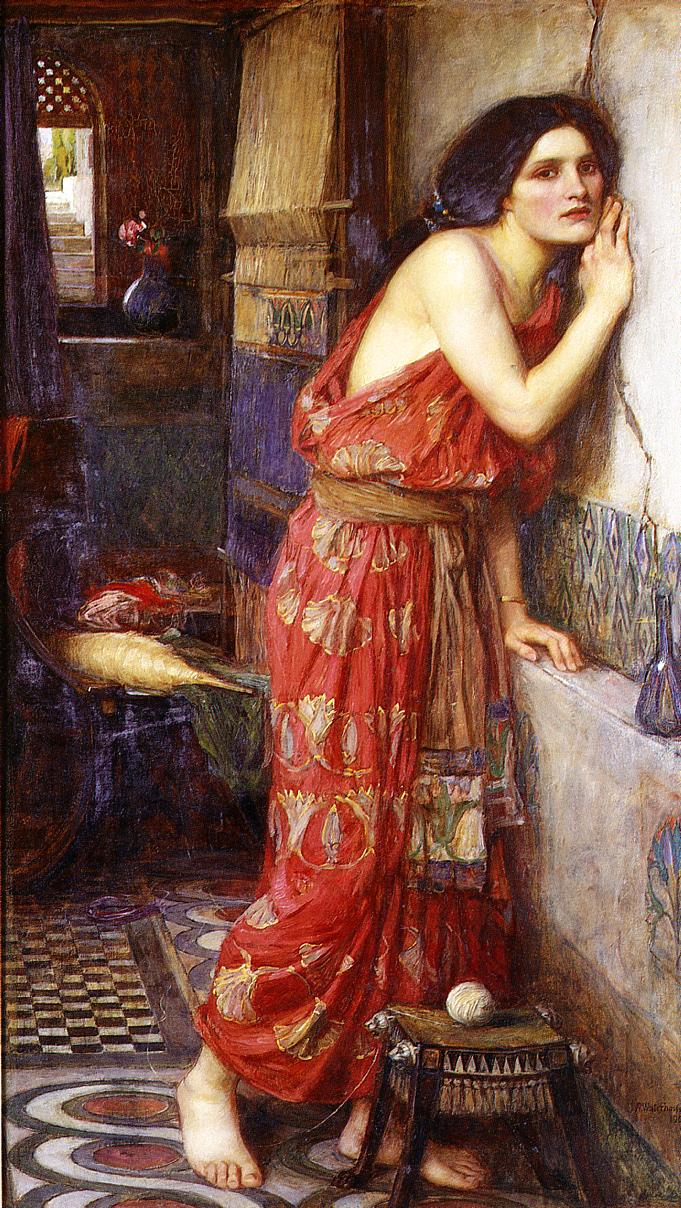
Tisbe accostata al muro, di John William Waterhouse, 1909

Il dramma è soprattutto di ispirazione medievale, nonostante Carol Gesner e J.J. Munro abbiano dimostrato come il motivo sia già presente nella letteratura greca antica nei Babyloniaka di Giamblico e negli Ephesiaka (Racconti efesii intorno ad Abrácome e Anzia) di Senofonte Efesio. In questo secondo romanzo Anzia, una donna separata dal marito a causa della sorte avversa, viene salvata da una banda di ladri di tombe. Sopraffatti dall'eroico Perilao, questi pretende da lei di sposarlo per riconoscenza, creando la stessa situazione provocata da Paride in Shakespeare. Una disperata Anzia beve una pozione che crede essere veleno, ma che come in Giulietta produce solo uno stato letargico di morte apparente. Dopo essersi risvegliata è tratta in salvo dagli stessi tombaroli, con i quali parte per altre avventure fantastiche.
Altra origine è la vicenda di Piramo e Tisbe, da Le metamorfosi di Ovidio, che contiene paralleli alla storia di Shakespeare: secondo la leggenda nella versione di Ovidio l'amore dei due giovani era contrastato dalle famiglie, tanto che i due erano costretti a parlarsi attraverso una crepa nel muro che separava le loro case e questa difficile situazione li indusse a programmare la loro fuga d'amore. Nel luogo dell'appuntamento – che era vicino a un gelso – Tisbe, arrivata per prima, incontra una leonessa dalla quale si mette in salvo perdendo un velo che viene stracciato e macchiato di sangue dalla belva stessa. Piramo trova il velo macchiato dell'amata e credendola morta si trafigge con la spada. Sopraggiunge Tisbe che lo trova così in fin di vita e, mentre tenta di rianimarlo gli sussurra il proprio nome, lui riapre gli occhi e riesce a guardarla. Per il grande dolore anche Tisbe si uccide accanto all'amato sotto il gelso. Tanta è la pietà degli dei nell'ascoltare le preghiere di Tisbe che trasformano i frutti del gelso, intriso del sangue dei due amanti, in color vermiglio.

### Romeo e Giulietta nella letteratura italiana
Nel momento in cui Luigi Da Porto scelse le due famiglie per la sua novella, agli inizi del Cinquecento, i loro nomi erano noti per essere stati accostati insieme da Dante nella sua Commedia:
(Purgatorio, VI, 106-108)
Già i primi commentatori di Dante, nel Trecento, erano discordi però su chi indicassero questi nomi. Venivano di volta in volta attribuiti a famiglie oppure fazioni, descritte come alleate oppure nemiche, entrambe veronesi oppure di città diverse. Solo nel Novecento studi storici rigorosi stabilirono che i Montecchi (noti più spesso come Monticoli) erano un casato di Verona ma anche una fazione ghibellina che da loro aveva preso nome, mentre i Capuleti (che in realtà erano detti "Capelletti") erano una fazione guelfa di Cremona. A Verona, la prima traccia di una famiglia Cappelletti si ha solo nel 1427 mentre l'odierna casa di Giulietta è stata legata al personaggio letterario per attribuzione popolare, in seguito alle insistenti domande dei turisti ottocenteschi, sulla base dello stemma del cappello sull'entrata dell'edificio, indicato nel 1351 come un semplice "hospitium a cappello" di proprietà di eredi di un certo Antonio Cappello. Non ci sono notizie di lotte tra Capelletti e Montecchi. Questi ultimi (e la fazione che da loro prese nome) portarono avanti per molto tempo una lotta sanguinosa contro i guelfi (in particolare con la famiglia guelfa dei Sambonifacio) nella prima metà del Duecento. La fazione dei Montecchi cambiò presto nome in "Gli amici di Ezzelino" mentre la famiglia dei Montecchi fu bandita dalla città da Cangrande della Scala nel 1324, dopo aver tentato un complotto contro di lui, e si stabilì a Udine. Dante, in conclusione, non fa riferimento a vicende di amore contrastato tra famiglie nemiche ma, rivolgendosi all'imperatore, parla di fazioni italiane con una storia violenta.
Una prima struttura della trama si delinea nella novella di Mariotto e Ganozza di Masuccio Salernitano, pubblicata postuma nel 1476, ma ambientata a Siena. La sua versione della storia comprende il matrimonio segreto, il frate colluso, la zuffa in cui un cittadino di primo piano viene ucciso, l'esilio di Mariotto, il matrimonio forzato di Ganozza, la pozione e il messaggio rivelatore che si smarrisce. In questa versione Mariotto viene catturato e decapitato e Ganozza muore di dolore. Sia il tono sia la trama dell'opera mostrano delle notevoli differenze dall'opera di Shakespeare: Masuccio insiste più volentieri, almeno all'inizio, sull'aspetto erotico e spensierato della loro relazione, ben lontana dall'aspetto di sacralità che avrebbe acquisito in seguito. Ganozza trangugia allegramente la pozione (la Giulietta di Shakespeare beve il narcotico con terrore e da quei suoi versi sarebbero usciti dei presagi sinistri della catastrofe che avrebbe seguito di lì a poco). L'ambientazione di Masuccio è solare e mediterranea, mentre la morte dell'ignoto "onorevole cittadino" è effetto (non immediato) di una bastonata assestatagli da Mariotto in seguito a un'animata discussione. Non vi è ancora nessun duello, né un Mercuzio.
Il vicentino Luigi da Porto nella sua Historia novellamente ritrovata di due nobili amanti, pubblicata nel 1530 circa, diede alla storia molto della sua forma moderna, rinominando i giovani Romeo e Giulietta e trasportando l'azione da Siena a Verona (città dove Dante si rifugiò nei primi anni di esilio), all'epoca di Bartolomeo della Scala, nel 1301-1304. Una lettera di Pietro Bembo, datata 9 giugno 1524, attesta l'esistenza di una novella che è, quasi certamente, questa. Non si conosce, infatti, nessun'altra novella di Luigi Da Porto. Da Porto presenta il suo racconto come storicamente vero e nella trama sono già presenti elementi chiave: personaggi corrispondenti a quelli di Shakespeare (Mercuzio, Tebaldo e Paride), la rivalità tra famiglie, la rissa, la morte di un cugino dell'amata perpetrata da Romeo, il bando dalla città di quest'ultimo e il tragico suicidio di entrambi, Romeo con un veleno e Giulietta ("raccolto a sé lo spirito, e per buono spatio tenutolo") trattenendo il fiato.
Da Porto trovò forse ispirazione da vicende autobiografiche, ovvero il suo amore con Lucina Savorgnan, nel contesto delle faide fra famiglie nobili in Friuli. Quest'ultime culminarono con il Crudele giovedì grasso a Udine nel 1511, di cui da Porto fu testimone e che ricorda nelle Lettere storiche di Luigi da Porto vicentino, dall'anno 1509 al 1528 (a cura di B. Bressan, Firenze, 1857). In quel contesto, Da Porto conobbe la famiglia dei Montecchi, che omaggia nell'introduzione della novella.
La Historia, rielaborata nelle riduzioni L'infelice amore dei due fedelissimi amanti Giulia e Romeo (1553) di Clizia (attribuito al nobile veronese Gherardo Boldieri) e Hadriana di Luigi Groto (1578), fu ripresa da Matteo Bandello e inclusa nel secondo volume delle sue Novelle del 1554 col titolo La sfortunata morte di dui infelicissimi amanti. Bandello introduce la nutrice e Benvolio.

### Versioni francesi e inglesi

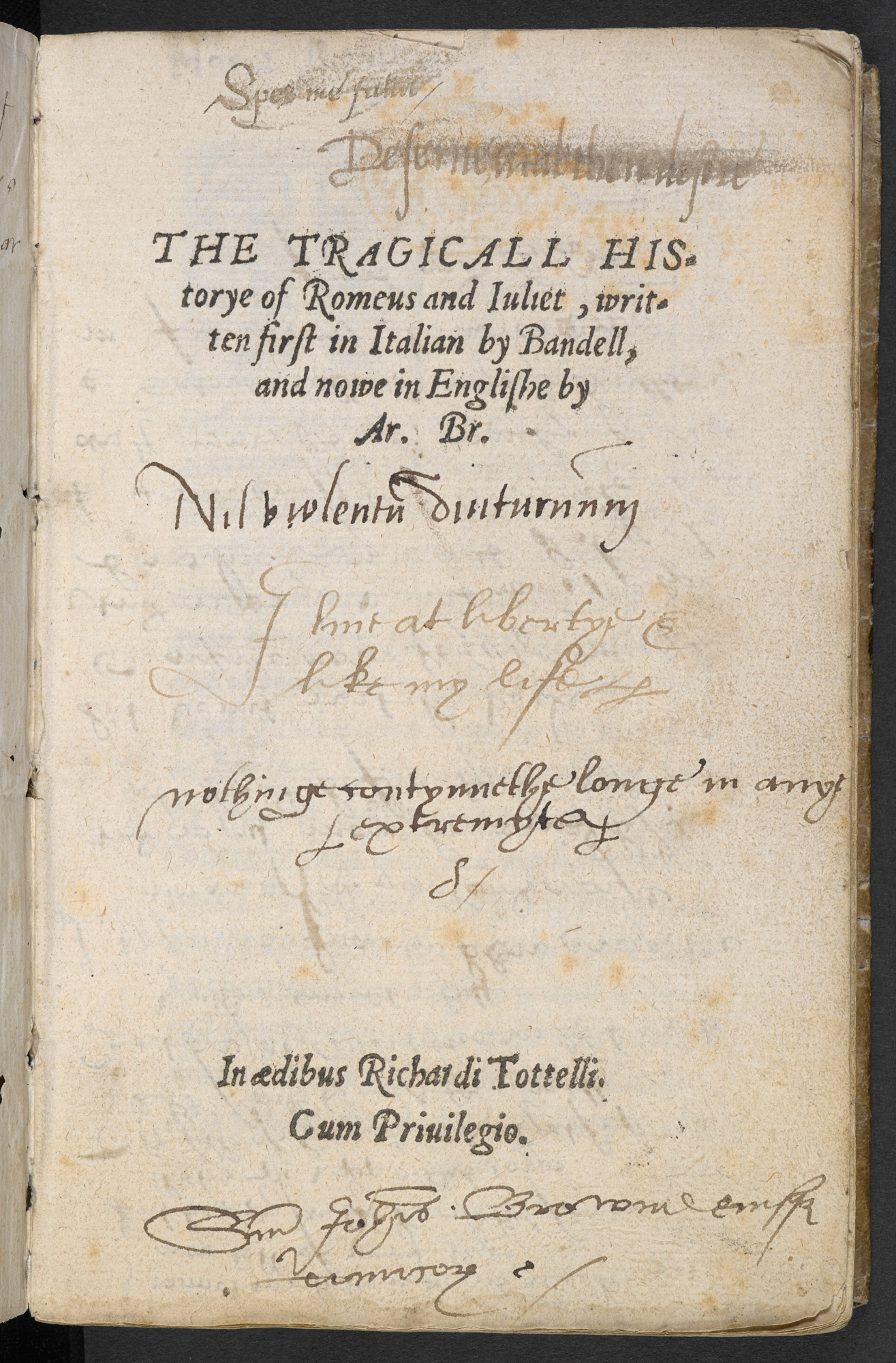
Il poema di Arthur Brooke, frontespizio

La novella di Bandello fu tradotta in francese da Pierre Boaistuau nelle sue Histoires tragiques (1559). Boaistuau aggiunge molto moralismo e sentimento e la sua versione venne a sua volta tradotta in inglese, sia in prosa (da William Painter nel suo Palace of Pleasure, 1567), sia in versi: il poema narrativo Tragicall Historye of Romeus and Juliet, scritto nel 1562 da Arthur Brooke, fu infine la fonte primaria del Romeo and Juliet di Shakespeare. Si tratta di un poema drammatico di poco più di tremila versi, scritto in rime baciate di esametri giambici alternate a eptametri. Il risultato è piuttosto monotono, spesso sin troppo moraleggiante come in Boaistuau e i personaggi sono privi della freschezza di Shakespeare che, pur cambiandone il tono in parecchie parti, ne segue molto fedelmente la trama. A Brooke dobbiamo tra l'altro la felice invenzione della balia così come appare in Shakespeare, un po' sboccata, ma generosa con tutti, spontanea e dall'umorismo popolare.

### La rielaborazione shakespeariana
La modifica sostanziale che Shakespeare introdusse nella vicenda, più che le azioni e i fatti, riguarda la moralità e il significato assegnato alla storia. Gli amanti «sfortunati e disonesti» descritti da Brooke diventarono personaggi archetipici dell'amore tragico, riflettendo allo stesso tempo la crisi del mondo culturale e sociale dell'epoca, in cui il principe e la Chiesa non riescono più a imporre l'ordine (materiale e spirituale). Nella versione di Boaistuau ancora si condannava apertamente l'unione tra Romeo e Giulietta, colpevoli di avere ascoltato i loro istinti voltando le spalle ai sentimenti delle loro famiglie e l'ordine sociale a cui tutti debbono conformarsi.
Shakespeare arricchì e trasformò stilisticamente la trama in modo più intenso con le vivide caratterizzazioni dei personaggi minori, tra cui Benvolio, cugino di Romeo e vicino al principe, nelle funzioni di testimone della tragedia, la nutrice (appena accennata da Brooke) che rappresenta un momento di comica leggerezza e infine Mercuzio, creatura shakespeariana di straordinaria potenzialità drammatica e figura emblematica, che incarna l'amore dionisiaco e vede la donna solo nel suo aspetto più immediatamente materiale. Romeo rivela però una concezione più alta, che innalza Giulietta oltre la pura materialità dell'amore.
In Shakespeare il tempo rappresentato si comprime al massimo, aumentando così l'effetto drammatico. La vicenda, originariamente della durata di nove mesi, si svolge in pochi giorni, da una domenica mattina di luglio alla successiva notte del giovedì. Il percorso drammaturgico si brucia in una sorta di rito sacrificale, con i due giovanissimi protagonisti travolti dagli avvenimenti e (come scrive Silvano Sabbadini in una sua introduzione all'opera) dall'impossibilità di un passaggio all'età adulta e alla maturazione.
Nonostante la diversità di impostazione, nel Romeo e Giulietta shakespeariano è possibile ravvisare citazioni quasi letterali da Brooke, che sembrano dimostrare come prima della composizione Shakespeare dovesse conoscere il poema quasi a memoria. Tuttavia vi sono anche influenze dirette da altri autori, seppure in misura minore: oltre a echi del già citato Palace of Pleasure vi sono anche quelli del Troilo e Criseide di Geoffrey Chaucer, che Shakespeare doveva conoscere molto bene, derivati a loro volta dal Filostrato boccaccesco che Shakespeare sembra però non avere mai letto.
Al tempo in cui Shakespeare iniziava la sua carriera drammaturgica la storia dei due amanti infelici aveva ormai fatto il giro dell'Europa, riempiendo non solo le librerie, ma anche gli arazzi delle case. Brooke stesso ci parlava già, trent'anni prima dell'esordio di Shakespeare, dell'esistenza di un famoso dramma sull'argomento, non specificandone però l'autore. La popolarità di questo protodramma, anche se non ci sono pervenuti copioni né adattamenti, induce facilmente a pensare che molti autori minori avessero già messo in scena la storia un gran numero di volte prima che Shakespeare si cimentasse con la propria versione. Di solito, gli attori erano talmente presi dalla trama che, per non essere feriti dagli oggetti lanciati dalla platea (se il romanzo non era di loro gradimento) improvvisavano e facevano finire bene la storia.

## Composizione e stampa

### Elementi per una datazione

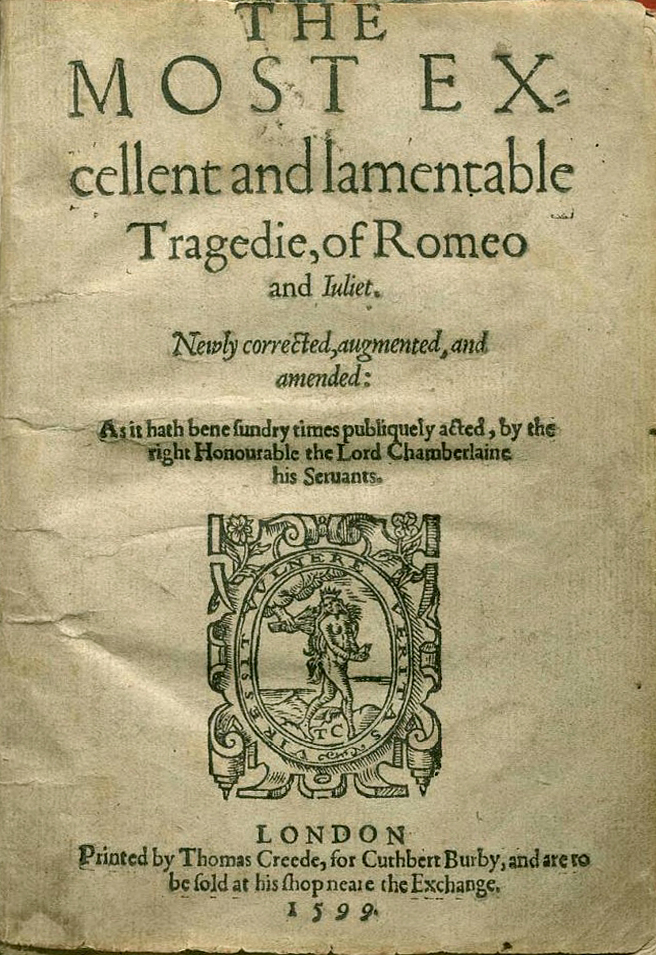
Frontespizio della seconda edizione in-quarto del 1599

L'opera è stata scritta tra il 1594 e il 1596. Nel testo del dramma, in una battuta della balia, si afferma come siano passati esattamente undici anni da un terremoto che avrebbe scosso la città di Verona
Atto I, Scena III, Balia: «[...] ma, stavo dicendo, la notte della vigilia lei compirà quattordici anni, ci giurerei, non ho dubbi io, me lo ricordo bene... Sono passati undici anni da quel terremoto e fu proprio allora, tra tutti i giorni dell'anno che cominciai a toglierle il latte...». Per quanto non si possa fare affidamento sulla buona memoria di un personaggio, parte della finzione scenica, questo elemento ha suscitato riflessioni e non è dunque chiaro se Shakespeare si riferisce alla città nella quale realmente si svolge la rappresentazione (quindi Londra) o a quella fittizia, la Verona cinquecentesca rappresentata sulla scena.
Nel primo caso, quello in cui ci si riferisca al terremoto che colpì Londra nel 1580, la data sarebbe prematura perché porterebbe la composizione al 1591, anno precedente all'attività letteraria di Shakespeare, iniziata non prima della chiusura dei teatri da parte della Città di Londra nel 1593. Più adatto cronologicamente sarebbe il riferimento di Sidney Thomas al terremoto europeo del 1584, ma il fatto che la scossa fosse avvertita in modo molto intenso tra le Alpi – come afferma Sarah Dodson – non avrebbe aggiunto colore locale alla tragedia, non potendo il pubblico inglese disporre di informazioni di prima mano su Verona, città di cui lo stesso Shakespeare avrebbe avuto solo una conoscenza indiretta e sommaria attraverso opere scritte, ma probabilmente non italiane.
Per fare più luce sulla data di composizione è utile tenere in considerazione il lasso di tempo che intercorre tra il 1594 (la riapertura dei teatri) e il 1597, data della stampa non autorizzata del cattivo in-quarto (si veda sotto). Gibson e altri notano comunque che prima del 1597 l'opera era già stata rappresentata e che prima di mettere in scena qualsiasi rappresentazione occorrono diversi mesi di prove e di preparazione: tale considerazione porterebbe la data al 1596 circa. Una data che si situa tra il 1594 e il 1596 sarebbe confortata dall'esame di opere stilisticamente affini a Romeo e Giulietta. I due gentiluomini di Verona, (che C. Leech attribuisce al 1593-1594) e La commedia degli errori che probabilmente la precedette di poco.
Ambedue le commedie attingono abbondantemente al poema di Brooke e ne I due gentiluomini di Verona sono già contenute molte situazioni rivisitate in Romeo e Giulietta: Valentino raggiunge la finestra dell'amata con una scala di corda, il padre di Silvia vuole sposarla contro la sua volontà a uno sciatto pretendente, Thurio, Valentino è bandito da Verona e si rifugia a Mantova, compare perfino un frate di nome Lorenzo accanto a frate Patrizio e così via. Secondo i critici I due gentiluomini di Verona sarebbe il passo decisivo verso Romeo e Giulietta, essendo ragionevole supporre che Shakespeare si cimentasse in una versione drammatica del poema di Brooke solo dopo avere tastato il terreno con una versione comica.
Nei primi mesi del 1597 l'opera è per la prima volta data alle stampe da Edward Allde e John Danter in una edizione fraudolenta: è frutto di una ricostruzione mnemonica di qualche attore che ha partecipato alla rappresentazione probabilmente con l'aiuto di uno stenografo. Secondo Harry R. Hoppe, in seguito alla stampa non autorizzata di un altro testo (Jesus Psalter), Danter avrebbe subìto la confisca e la distruzione della sua tipografia tra il 9 febbraio e il 27 marzo dello stesso anno.

### Analisi delle prime edizioni in-quarto

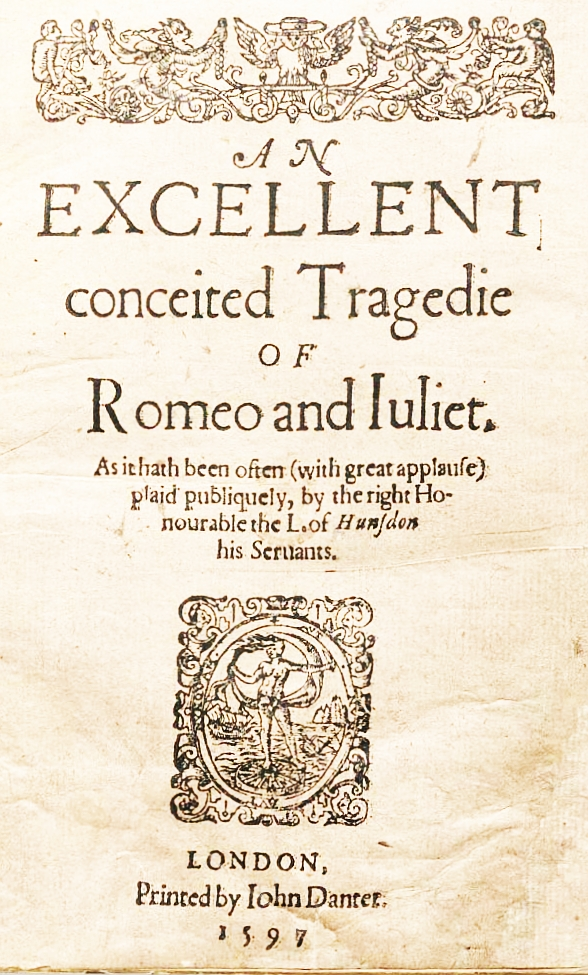
Il primo Quarto del 1597

Il lavoro di Danter si limita ai fogli A-D e secondo Hoppe, dopo l'incidente professionale accaduto al primo, sarebbe stato ripreso da Allde per i fogli E-K. Tuttavia J. A. Lavin, sulla scorta di esempi simili (come per due libri del Greene, il cui lavoro di stampa fu diviso tra lo stesso Danter e Wolf), ha dimostrato che spesso più stampatori si dividevano uno stesso lavoro, per cui le due sequenze di (Q1) potrebbero essere state stampate contemporaneamente. In questo senso la distruzione dell'officina di Danter non sarebbe di molto aiuto per stabilire la cronologia della stampa di (Q1), mentre l'osservazione di Lavin ci permetterebbe di anticiparne la data di uscita, collocabile al massimo nel marzo 1597. Questa edizione è chiamata il primo in-quarto (Q1) o il cattivo in-quarto e presentando l'opera afferma come «sia stata spesso e con gran successo rappresentata pubblicamente dai servitori dell'onorevole Lord Hunsdon». Avendo la compagnia del Lord Ciambellano Henry Hundson cominciato a operare nel 1594 ed essendo il ciambellano morto due anni dopo, la datazione del dramma potrebbe inserirsi in questo lasso di tempo.
In questa edizione alcune battute sono fuori posto: in molti casi vengono anticipati versi che in (Q2) si presentano dopo, talvolta tra i versi "buoni" vengono a inserirsi queste anticipazioni che rischiano di dare informazioni non necessarie sugli sviluppi successivi, rovinando il gusto della lettura. Infine alcune scene o dialoghi sono parafrasati in modo pedestre proprio perché lo stenografo ricorda il contenuto e lo stende discorsivamente: stravolge così l'ordine metrico, il linguaggio diventa casuale al pari di una frase annotata rapidamente su un pezzo di carta volante. Il tutto fatto il più presto possibile, appunto come uno stenografo.
Spesso (Q1) appare come una specie di riassunto di (Q2), omettendo addirittura la rissa con la quale si apre il dramma, solo per tradurne i particolari nelle descrizioni di scena. Infatti in Q1 sono presenti molte indicazioni sceniche e didascalie che mancano invece in Q2 (il secondo in-quarto) e che ci hanno dato preziose informazioni sulla dinamica della messa in scena, della struttura e del funzionamento del teatro di allora.
(Q2) fu pubblicata da Thomas Creede nel 1599. «Corretto, aumentato ed emendato», esso si basa solo in piccola parte sulla prima edizione, non solo generalmente inaffidabile per i motivi sopra accennati, ma anche in quanto costituisce un atto di giustizia contro la copia pirata che non viene dalla mano di Shakespeare. Mentre il secondo in-quarto non stabilisce l'edizione definitiva a cui si conformano le altre, gli studiosi sono concordi nel ritenerla opera di Shakespeare, nonostante le frequenti ripetizioni del tipografo di versi o espressioni simili tra loro.
I difetti di (Q2) non sarebbero però da imputare a editori o stampatori, ma al fatto che (Q2) fosse la stampa di una brutta copia a cui l'autore stava ancora lavorando (le ripetizioni non sarebbero che varianti sulle quali Shakespeare stesso non aveva preso ancora una decisione). Tale versione sarebbe stata data in modo un po' affrettato alle stampe per smentire la bontà del falso in-quarto (come si verificava per altri pessimi in-quarti).
Resta comunque il fatto che si tratta di una edizione emendata e ampliata per il lettore, in cui la freschezza e spontaneità del copione è stata in parte soppiantata da differenti esigenze editoriali, più conformi a quelle di chi ama leggere che assistere di persona alla rappresentazione. In questo caso (Q1) e altri cattivi in-quarti, come altre testimonianze delle cronache sono state di aiuto per la restitutio dell'opera originale.
Un terzo in-quarto (Q3), sostanzialmente una ristampa di (Q2), appare nel 1609 e successivamente un quarto (Q4) del 1622, che riproduce (Q3) senza trascurare elementi importanti di (Q1). Da taluni sarebbe attribuito al 1611 o al 1615 e porta per la prima volta sul frontespizio il nome di Shakespeare. (Q5) (1637) non è che una copia di (Q4). Eccetto (Q1) e (Q2) si tratta di versioni che hanno però un interesse più storico che filologico, trattandosi perlopiù di copie che introducono nuovi errori e imprecisioni. Gibson e altri studiosi pongono però (Q3) su un livello più alto delle successive, data la precisione e l'onestà del copista nella consultazione delle fonti precedenti.
Nell'edizione in-folio del 1623 comprendente la maggior parte delle opere shakespeariane a noi pervenute è presente la copia di uno dei precedenti in-quarto (secondo alcuni studi il Q2, per altri un insieme del Q3 e Q4). Secondo l'Arden Shakespeare l'in-folio 1623 si basa sul (Q4) con alcune eccezioni tratte da (Q3).

## Contesto storico: Italia e Inghilterra nel Cinquecento
La tragedia prende le sue mosse dal contesto storico dell'epoca: nel periodo in cui il dramma è ambientato l'Italia non esisteva ancora come Stato unitario e i suoi comuni erano divisi, in guerra tra loro e con lo Stato Pontificio. Verona e Venezia in particolare furono nel Cinquecento una spina nel fianco della Chiesa cattolica. Invece nel Regno d'Inghilterra nel periodo in cui il dramma venne composto regnava Elisabetta I che – come tutti i sovrani britannici successivi a Enrico VIII (padre di Elisabetta) tranne Maria I – era a capo della Chiesa protestante anglicana.
È quindi comprensibile che Romeo e Giulietta dipinga l'ambiente cattolico a tinte fosche, evocando sulla scena le paure diffusesi in Inghilterra in seguito al formale distacco della regina Elisabetta dalla Chiesa di Roma (dopo i tentativi di restaurazione cattolica della sorellastra Maria, che la precedette sul trono) che provocò quindi l'uscita dalla coalizione di stati cattolici e l'aperto sostegno a tutti i partiti protestanti europei. In questo periodo si consumarono le guerre di religione francesi (1572-1604), la cui violenza era culminata venti anni prima della composizione della tragedia nella sanguinosa Notte di san Bartolomeo.
Dopo lo scisma consumato dal padre, Elisabetta fece adottare un catechismo diverso da quello cattolico , il Book of Common Prayer, abrogò la proibizione della lettura delle Sacre Scritture in lingua inglese, introdotta da Maria, e promosse una nuova versione della Bibbia in inglese, la prima basantesi sui testi ebraici, aramaici e greci. Nel 1588 dopo avere rifiutato la corte insistente del cattolicissimo Filippo II di Spagna, Elisabetta sconfisse, complice l'instabile clima Atlantico, l'Invincibile Armata inviata dal sovrano per conquistare l'isola. Se la vittoria sancì la superiorità marittima dell'Inghilterra, aprendole la strada alle Americhe, scagliò però contro Elisabetta le ire di tutti i sovrani cattolici, diffondendo soprattutto a Londra un clima di paura, fomentato da intrighi di corte e spie, non certo alleviato dalla discreta presenza di una comunità di drammaturghi italiani.
Il gotico inglese muove i suoi primi passi proprio dal teatro elisabettiano, il cui sfondo sono le guglie di chiese e castelli anglosassoni, arricchito di stereotipi mutuati dal mondo cattolico, quali la cripta dei delitti e delle torture, nonché le torbide vicende di amanti perseguitati dentro le mura di conventi spagnoli o italiani. In questo clima frate Lorenzo diventa lo strumento di una provvidenza che opera al rovescio. Benché motivato dalle migliori intenzioni il suo piano, complice il fato avverso, porta al suicidio di Romeo e Giulietta. Le arti magiche del frate, creatore della pozione narcotica, gettano una luce sinistra e provocano nel pubblico lo stesso terrore che si impossessa di Giulietta un istante prima di bere la fiala.

## Le prime rappresentazioni

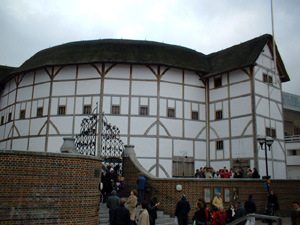
Il Globe, ricostruito nel 1996 sul sito originario

La data della prima rappresentazione è sconosciuta. Il primo Quarto, stampato nel 1597, riporta che "è stata spesso (e con grande successo) rappresentata pubblicamente", indicando che la prima messa in scena potrebbe risalire allo stesso anno o a un periodo precedente a tale data. Si ritiene che l'opera possa esser stata messa in scena dai Lord Chamberlain's Men, la compagnia del ciambellano Hunsdon che nel 1603 prese il nome di King's Men. Nella compagnia recitavano Richard Burbage e lo stesso Shakespeare. Burbage potrebbe essere stato il primo attore a interpretare Romeo, con il giovane Robert Goffe nella parte di Giulietta.
Il dramma sarebbe stato rappresentato nel teatro, costruito nel 1596 dal padre di Burbage e chiamato The Theatre ("Il Teatro", in seguito smantellato dai Burbage e ricostruito come Globe Theatre) e al Curtain, costruito nell'anno successivo, entrambi nella periferia della Città di Londra. I due edifici erano degli anfiteatri di forma simile nei quali il pubblico assisteva alle rappresentazioni in una corte interna, scoperta o nei palchetti. Si avvalevano di luce naturale e il prezzo del biglietto era in genere di un penny.
Come nella maggioranza delle rappresentazioni del teatro elisabettiano il dramma si svolgeva su un palco centrale, che era circondato per tre lati dal pubblico, mentre la mancanza di effetti speciali e scenografie elaborate lasciava il compito evocativo interamente alla maestria degli attori.

## Commento

### Romeo e Giulietta, tragedia della fortuna

#### Destino e libero arbitrio nel medioevo
Romeo e Giulietta è ancora in gran parte un dramma medievale, ancorché di argomento profano: molte di queste opere, raccontate anche in novelle parlavano dell'ascesa di re, principi e imperatori e della loro caduta per opera del fato. Lo stesso vale per le versioni più romantiche di questi racconti a fine edificante, quasi sempre storie di amanti infelici. In generale nel medioevo i difetti personali e l'autodeterminazione non avevano alcun potere nelle vicende degli uomini, regolate solo da una provvidenza spesso crudele e imperscrutabile, controparte letteraria dei vari memento mori custoditi nelle dimore medievali, dai macabri ritratti della morte ricoperta da un manto nero con una falce in mano a varie statuette sullo stesso tema.

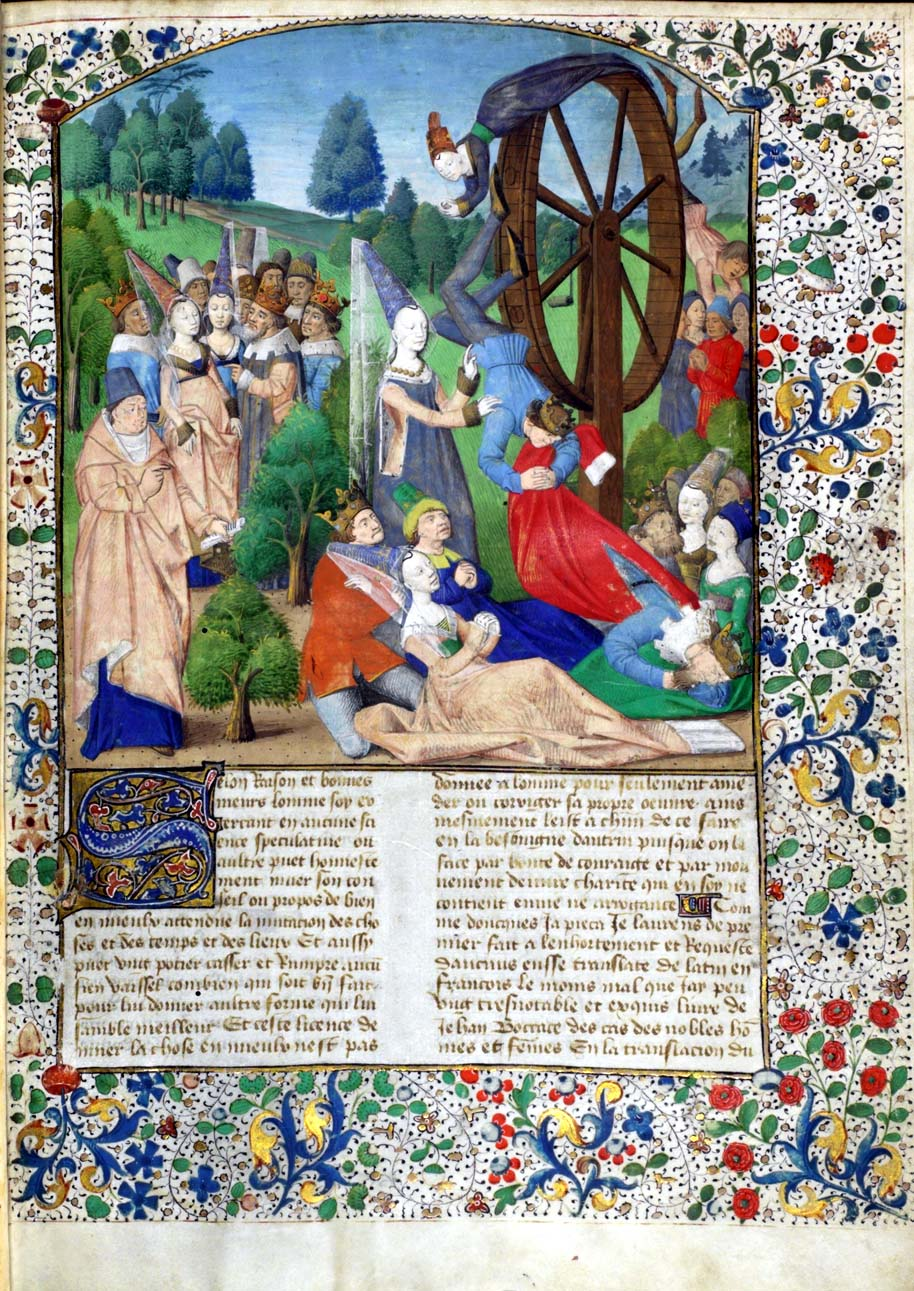
La ruota della fortuna nel De casibus virorum illustrium di Giovanni Boccaccio

Il Dio cristiano dei predicatori medievali è tanto imperscrutabile nel suo operato quanto terribile e severo e così lo ritraggono alcuni TRA i più grandi predicatori, da Bonvesin de la Riva a Girolamo Savonarola. L'individuo quale noi intendiamo oggi è una creazione moderna:: ogni persona era considerata non in sé, ma in quanto "parte della comunità da cui dipendeva" e a cui tutto doveva. In confronto alle epoche successive ben poche sono le opere firmate nel medioevo, che ignorava il diritto d'autore. La mancanza della centralità dell'individuo sia a livello terreno sia escatologico è probabilmente responsabile dello scarso affidamento che fa la cultura medievale sulla possibilità della volontà umana di cambiare i destini del mondo. Tanto per citare un celeberrimo passo della Divina Commedia, in cui Dante chiede a Virgilio cosa sia la fortuna:
[...]
ordinò general ministra e duce
che permutasse a tempo li ben vani
di gente in gente e d'uno in altro sangue,
oltre la difension di senni umani;
[...]
Vostro saver non ha contrasto a lei:
questa provede, giudica e persegue
suo regno come il loro li altri dei.
Le sue permutazion non hanno triegue;
necessità la fa esser veloce;
sì spesso vien chi vicenda consegue.
Quest'è colei ch'è tanto posta in croce
pur da color che le dovrìen dar lode,
dandole biasmo a torto e mala voce;
ma ella s'è beata e ciò non ode:
con l'altre prime creature lieta
volve sua spera e beata si gode.»
(Inferno, Canto VII, 73-96)
La caduta di questi personaggi era un monito alla vanità degli uomini che si occupano troppo dei beni terreni perdendo di vista Dio, unica fonte di salvezza. Shakespeare fa un passo avanti in questo senso, introducendo nei personaggi del dramma dei difetti personali (l'avventatezza degli amanti, la passione sanguinaria per il duello di Mercuzio e Tebaldo, eccetera), ma lasciando nell'ambiguità se essi incidano fatalmente sull'esito della storia.

#### Interpretazioni recenti
Alcuni contestano il fatto che la fine di Romeo e Giulietta non accada per le loro debolezze, ma sia soltanto il frutto di azioni di terzi o incidenti. Al contrario delle altri grandi tragedie Romeo e Giulietta è più una tragedia di contrattempi e di destino beffardo. Tuttavia altri considerano l'avventatezza e la giovinezza di Romeo e Giulietta la causa della loro morte.
L'intromissione di Romeo nel duello tra Mercuzio e Tebaldo è a fin di bene per separarli, ma produce ironicamente la morte di Mercuzio, mentre la lettera non è recapitata a Romeo solo per colpa della peste. Infine se solo fosse arrivato un istante dopo al cimitero dei Capuleti, Romeo avrebbe potuto sincerarsi della salute di Giulietta buttando alle ortiche la sua fiala di veleno. Che la responsabilità personale potrebbe se esercitata al meglio solo posporre il tragico destino degli amanti pare trasparire dalle numerose allusioni scespiriane, in cui si parla dell'influsso nefasto delle stelle, del timore di terremoti improvvisi e di folgori a ciel sereno. Al di là di questo quadro generale i critici hanno formulato osservazioni non sempre concordi.
Secondo M. Garber, ad esempio, «le cause della tragedia hanno origine in quegli stessi che ne soffrono le conseguenze». Secondo questa interpretazione il dramma sarebbe da iscrivere tra i morality plays e la conclusione tragica sarebbe un monito per chi voglia seguire i propri desideri istintivi senza mediazioni e pazienza. J. W. Draper, sottolineando il fato avverso che guida i destini dei protagonisti, dipinge Romeo e Giulietta come «marionette» in balìa delle stelle, incapaci di contrastare ciò che è già determinato a priori. Tra queste posizioni ci sono molte sfumature, tra chi sostiene la presenza in Shakespeare di una dose di responsabilità individuale nel destino degli eroi tragici, che sarebbe emerso meglio nei drammi più maturi (G. I. Duthie) e chi riduce la vicenda a tragedia della sfortuna, trasformando il fato in puro evento casuale. (T.J. Spencer).

### Stile

#### Tragedia o tragicommedia?
Dal punto di vista stilistico le opinioni non sono meno contrapposte. Romeo e Giulietta è uno dei primi lavori di Shakespeare e anche se classificato come una tragedia non ha le caratteristiche delle successive grandi tragedie come Amleto e Macbeth.
Baldini afferma come Romeo e Giulietta sia «[...] un esperimento fallito, ché i vari moduli – eufuistico, fiammingo, senechiano e infine realistico – non pervengono ad armonizzarsi tra loro, ma restano vistosamente isolati...», mentre Granville-Barker definisce facilmente l'opera come tragedia lirica. Benedetto Croce definì il dramma «tragedia d'una commedia», Wain «commedia che si conclude tragicamente» e Northrop Frye una «commedia rovesciata».
La struttura drammaturgica di Romeo e Giulietta è in effetti una via di mezzo tra una commedia (trae molto materiale da I due gentiluomini di Verona) e una tragedia. Il sacrificio dei due amanti, al di là dell'evento tragico, ha delle ricadute positive. Sebbene al prezzo delle vite dei due giovani amanti, una faida ormai antica cessa per sempre, permettendo così di evitare ulteriori scontri che avrebbero portato ad altri morti e altro dolore. D'ora in poi capiamo che Verona avrebbe goduto di una lunga pace e che le due famiglie hanno suggellato una duratura amicizia.

#### Immagini e simbolismo
L'uso del contrasto tra luce e ombra anima incessantemente le vicende narrate in Romeo e Giulietta. Normalmente questa dinamica è percepita come contrasto tra vita e morte, amore e guerra, ma qui il rapporto si ribalta perché se le faide tra Capuleti e Montecchi avvengono alla luce del sole, il contratto amoroso dei due amanti è suggellato prima ancora che dal matrimonio, dall'incostante luna sotto la quale Romeo implora la sua amante. Prima ancora della scena del balcone alla festa dei Capuleti in cui la prima volta Romeo vede Giulietta afferma ciò:
It seems she hangs upon the cheek of night

ché pare un pendente sulle gote della notte,

come il ricco gioiello all'orecchio dell'Etiope.»
(I, v 42-45)
Più tardi Romeo spia Giulietta affacciata al balcone dopo essersi introdotto nel giardino dei Capuleti e giura che i suoi occhi catturano «two of the fairest stars in all the heaven», cioè «due delle stelle più belle del firmamento» (II, ii, 15). Con questi confronti Romeo sfida la bellezza di Proserpina, divinità della notte, umiliandola davanti alla sua amante e dal fato che regge il destino di questi "star-cross'd lovers" sarebbe stato punito con la sua amata con la notte eterna.
Tanti sono i sinistri presagi che sembrano anticipare poco a poco la tragedia finale e che Giulietta cerca di esorcizzare attraverso l'atto del matrimonio, che dovrebbe garantire la protezione degli sposi dalle potenze degli inferi (annoverate dalla tradizione medievale tra le divinità infernali) che incombono pesantemente sulla loro vicenda.
I have no joy in this contract tonight:

It is too rash, too unadvised, too sudden,

Too like the lightning, which doth cease to be

questo giuramento di stanotte non mi piace:

È troppo avventato, affrettato, improvviso,

troppo simile al lampo, che svanisce

prima di poter dire: "Eccolo, guarda" (...)»
(II, ii,117-124)
che questa cripta si illumina a festa.»
(V, iii, 85-86)
Il riferimento alla folgore amorosa si avvera drammaticamente nella cripta di Giulietta, quando Romeo ne ammira la bellezza prima di porre fine alla sua vita.
L'amore stesso tra i due amanti è un ossimoro, un paradosso vivente che nell'impossibilità di essere risolto vince la morte stessa ed è proprio la morte che dà vita e illumina la notte nell'estasi più grande provata da Romeo alla vista dell'amata. Ciò che il giorno aveva negato ai due amanti, dal riconoscimento della loro unione alla celebrazione di un matrimonio, è alla fine concesso nella cripta, la chiesa sul cui altare trionfa l'amore più profondo che contagia finalmente anche le loro famiglie.
L'opera, così ricca di ossimori, è in fondo essa stessa concepita in questa visione in cui i ruoli di luce e tenebre si scambiano continuamente. Il giorno assume la connotazione negativa del tempo ordinario, quello che sancisce i riti della vita sociale borghese e delle sue regole, dalle faide tra i servi alla comparsa di Paride che, promesso in sposo a Giulietta dal vecchio Capuleti, precipita gravemente la situazione dei due amanti.
Il giorno anche è il trionfo della ragione economica e degli interessi pratici (l'amore inteso come matrimonio di convenienza), dell'ordine politico che pure è pervertito per garantire unicamente gli interessi materiali dei Capuleti e dei Montecchi anche sfidando il monito di Escalo, principe di Verona, con l'uccisione del suo caro amico e parente Mercuzio. Garante di quest'ordine negativo è Marte, dio della guerra e di quel falso senso di onore che infiamma le due famiglie spargendo di sangue le strade di Verona.
La concezione dell'amore di questa società è puramente terreno, anche se ufficialmente negato, rivelato nella sua crudezza solo dalle battute erotiche di Mercuzio alle oscenità popolane della balia. Il discorso della regina Mab è una presa in giro all'amore e Mercuzio stesso viene punito da Venere dalle stesse fate e dagli elfi da lui evocati con sarcasmo. Mercuzio non conosce l'amore e solo l'amore tra Romeo e Giulietta, protetti da Venere, sarebbe poi riuscito, seppur a caro prezzo, a trascendere l'erotismo senza negarlo, sublimandolo in un sentimento più alto, perfetto nell'eternità, eterno come quest'opera che ha acquistato ormai un valore universale.

#### Uso del metro poetico
Come tutte le tragedie di Shakespeare Romeo e Giulietta è scritto in versi, anche se qui non è il pentametro giambico a prevalere, ma il verso rimato, specialmente il sonetto, utilizzato ad esempio nel prologo dal coro (I, i, vv. 1-14), o nel dialogo fra Giulietta e Romeo nella scena in cui si incontrano per la prima volta:
This holy shrine, the gentle fine is this:

My lips, two blushing pilgrims, ready stand

To smooth that rough touch with a tender kiss.
JUL. – Good pilgrim, you do wrong your hand too much,

Which mannerly devotion shows in this;

For saints have hands that pilgrims' hands do touch,

And palm to palm is holy palmers' kiss.
ROM. – Have not saints lips, and holy palmers too?
JUL. – Ay, pilgrim, lips that they must use in pray'r.
ROM. – O, then, dear saint, let lips do what hands do!

They pray; grant thou, lest faith turn to despair.
JUL. – Saints do not move, though grant for prayers' sake.
ROM. – Then move not while my prayer's effect I take.

Thus from my lips, by thine my sin is purg'd. [Kisses her.]
JUL. – Then have my lips the sin that they have took.
ROM. – Sin from my lips? O trespass sweetly urg'd!

Give me my sin again. [Kisses her.]
queste mie labbra, piene di rossore,
al pari di contriti pellegrini,
son pronte a render morbido quel tocco
con un tenero bacio.
GIULIETTA –
Pellegrino,
alla tua mano tu fai troppo torto,
ché nel gesto gentile essa ha mostrato
la buona devozione che si deve.
Anche i santi hanno mani, e i pellegrini
le possono toccare, e palma a palma
è il modo di baciar dei pii palmieri.
ROMEO –
Santi e palmieri non han dunque labbra?
GIULIETTA –
Sì, pellegrino, ma quelle son labbra
ch'essi debbono usar per la preghiera.
ROMEO –
E allora, cara santa, che le labbra
facciano anch'esse quel che fan le mani:
esse sono in preghiera innanzi a te,
ascoltale, se non vuoi che la fede
volga in disperazione.
GIULIETTA –
I santi, pur se accolgono
i voti di chi prega, non si muovono.
ROMEO –
E allora non ti muovere
fin ch'io raccolga dalle labbra tue
l'accoglimento della mia preghiera.
(La bacia)
Ecco, dalle tue labbra ora le mie
purgate son così del lor peccato.
GIULIETTA –
Ma allora sulle mie resta il peccato
di cui si son purgate quelle tue!
ROMEO –
O colpa dolcemente rinfacciata!
Il mio peccato succhiato da te!
E rendimelo, allora, il mio peccato.
(La bacia ancora)
GIULIETTA – Sai baciare nel più perfetto stile.»
(Traduzione italiana di Goffredo Raponi)
Questo sonetto (a cui si aggiunge una quartina conclusiva) raffigura Romeo come un pellegrino che arrossisce e che prega su un'immagine della Madonna, come facevano molte persone nella prima metà del XVI secolo in Inghilterra nei santuari come quello di Nostra Signora di Walsingham. Si segnala che la parola "romeo" significa "pellegrino" (bisticcio già noto a Luigi Da Porto, che fa raccontare la storia di Romeo da un arciere di nome Pellegrino).
Per il suo uso abbondante delle rime il ricercato linguaggio dell'amor cortese che si accompagna a un ricco repertorio eufuistico pieno di manierismi, per la prevalenza del carattere patetico su quello tragico, ma anche per alcune inconsistenze della trama, Romeo e Giulietta è considerato facente parte del periodo lirico di Shakespeare, a fianco di altri drammi poetici come I due gentiluomini di Verona, La commedia degli errori, Sogno di una notte di mezza estate e Riccardo II.

## L'opera in Italia
Le prime quattro traduzioni italiane dell’opera di Shakespeare risalgono all'inizio del XIX secolo: nel 1814 a cura di Michele Leoni (anche se la sua traduzione si basava sulla versione francese del 1778 di Pierre Le Tourneur), nel 1831 di Gaetano Barbieri, nel 1838 di Carlo Rusconi e nel 1847 di Giulio Carcano. Tuttavia, il Romeo e Giulietta di Shakespeare debuttò sui palcoscenici italiani solo alla fine degli anni sessanta dell'Ottocento, quando Ernesto Rossi ne realizzò un adattamento di successo e interpretò Romeo al Teatro Re di Milano nel 1869. Pur tardiva, la messa in scena segnò un momento emblematico del crescente interesse per le opere del Bardo, vivo in Italia sin dai primi decenni del XIX secolo. Già dal 1818, infatti, autori quali Luigi Scevola, Giuseppe Morosini, Angelica Palli e soprattutto Cesare Della Valle (la cui Giulietta e Romeo del 1826 dominò le scene per decenni, fino a essere sostituita dalla versione di Rossi) avevano proposto opere originali sul soggetto veronese. Spesso confrontate con la tragedia shakespeariana, queste rielaborazioni ne offrivano però un’interpretazione diversa, che influenzò lo stesso Rossi. Nei drammi ottocenteschi, gli amanti non riflettono sulla propria individualità né lottano per affermare le proprie scelte, ma si lasciano trascinare da un vortice di passione improvvisa ed eventi ineluttabili, ai quali si piegano passivamente.

## Rappresentazioni e adattamenti
Ci sono stati molti adattamenti di Romeo e Giulietta in ogni forma artistica possibile. Tra i più famosi quelli elencati qui sotto:

### Letteratura

#### Drammi
- Carmelo Bene, Romeo e Giulietta (Storia di William Shakespeare) secondo Carmelo Bene, Prato, Teatro Metastasio, 17 dicembre 1976.
- Ann-Marie McDonald, Buonanotte Desdemona (buongiorno Giulietta), Reading Theatre, 2005, ISBN 88-87486-22-0.

#### Commedie
- After Juliet, Sharman Macdonald, da un'idea di Keira Knightley, Royal National Theater, 1999.

#### Narrativa
- Massimo Bruni, Romeo y Julieta. Romanzo d'amore a ritmo di salsam, Sperling & Kupfer, 1999, ISBN 9788820028824.
- Carmen Gueye, Black Romeo, 2005, edizioni Traccediverse, ISBN 88-89000-93-7. rieditato da Eidon Edizioni,
- Ehda'a Blackwell, Romeo e Giulietta a Baghdad. Quando l'amore sfida la guerra, Arnoldo Mondadori Editore, 2006, ISBN 88-04-55070-8. Ehda'a Blackwell ritrae lo "scontro di civiltà" contemporaneo con gli occhi di una dottoressa irachena innamorata di un militare statunitense.
- Alyssa Woods, Giulietta e Romeo Untold. L'ultima Adunanza. 2025 editore Seam Edizioni Giangiacomo Feltrinelli Editore ISBN 978-88-93-90-66-47

##### Libri per ragazzi
- Brunacci F., De Graaf L., Romeo e Giulietta, Salani, 2000, ISBN 88-7782-348-8.
- Wolfram Hanel, Romeo ama Giulietta, Nord-Sud, 1998, ISBN 88-8203-088-1. Storia ambientata in un mondo di cani e gatti. Traduzione di Luciana Gandolfi-Rihl, illustrazioni di Christa Unzner.
- Steve Barlow e Steve Skidmore, Se io sono Giulietta e tu Romeo che cosa aspetti a baciarmi?, Arnoldo Mondadori Editore, 2000, ISBN 88-04-47573-0.
- Nicola Cinquetti e Octavia Monaco, Giulietta e Romeo, Arka, 2002, ISBN 88-8072-126-7.
- Roberto Piumini, Giulietta e Romeo, Guanda, 2002, ISBN 88-7926-387-0.
- Maurizio Giannini, Nickname romeo. Nickname giulietta, ISBN 88-87292-81-7.
- Romeo Amedeo, Rubino Maurizia, Il manoscritto nel pollaio. La molto lacrimevole storia di Giulietta e Romeo, Esseffedizioni, 2005, ISBN 88-7855-038-8.
- Alberto Cristofori, Shakespeare. Le più belle opere raccontate ai ragazzi, Eli-La spiga, 2014, ISBN 978-88-468-3218-4.

### Fumetti
- Gianni de Luca e Raoul Traverso realizzarono una famosa striscia, molto innovativa anche dal punto di vista delle scelte grafiche (nello stesso quadro la ripetizione delle figure dei personaggi poteva dare immediatamente la percezione dei movimenti scenici).[29] Edito per la prima volta nel 1975, fu l'ultima e la più riuscita parte di una trilogia di riduzioni da Shakespeare composta anche da La Tempesta e dall'Amleto.
- Giulia Boari ha realizzato Giulietta e loreo. L'arme, l'amor, dentiere e color, edito dalla Luciana Tufani Editrice, ISBN 88-86780-47-8.
- In un episodio del manga Ranma ½ di Rumiko Takahashi la vicenda di Romeo e Giulietta viene reinterpretata nei toni di commedia degli equivoci: i protagonisti recitano la tragedia durante il festival scolastico del loro istituto, ma tutto va storto nei tipici canoni di questo fumetto.
- Yōsuke Kaneda scrive ed illustra il manga Kishuku gakkō no Juliet, proponendo una versione di Romeo e Giulietta ambientata in una scuola.
- Nella storia Disney Paperino e le famiglie rivali, pubblicata su Topolino nel 1964, i nomi delle due famiglie vengono storpiati in Montucchi e Craponeti e quelli dei due amanti invertiti in Romea e Giulietto[30].

### Animazione
- L'episodio 61 della serie TV anime Le più belle favole del mondo (1976-1979) della Dax International è un breve adattamento del dramma.
- Nella serie animata britannica Shakespeare - I capolavori animati, l'episodio 4 è dedicato a Romeo e Giulietta.
- Lo studio Gonzo ha animato Romeo × Juliet, serie anime di ventiquattro episodi liberamente adattata dal dramma originale.
- Un adattamento anime di dodici episodi di Kishuku gakkō no Juliet è stato prodotto da Liden Films.

### Videogiochi
- Nel videogioco Spyro 2: Gateway to Glimmer la vicenda di Romeo e Giulietta compare nel mondo di Zefiro dove gli abitanti sono in guerra con gli Artefici della Brezza (provenienti dal Porto di Brezza) e i due corrispondono rispettivamente agli abitanti dei due mondi separati a causa della guerra e riuniti grazie a Spyro e il Professore.

### Opera
Tra i numerosi adattamenti operistici si ricordano qui Romeo e Giulietta di Charles Gounod (1867) su libretto di Jules Barbier e Michel Carré e Giulietta e Romeo (1922) di Riccardo Zandonai su libretto di Arturo Rossato.
Felice Romani fu autore di un libretto d'opera basato sulla Novella IX di Matteo Bandello. Musicato una prima volta da Nicola Vaccaj con il titolo Giulietta e Romeo (Milano, Teatro della Cannobiana, 31 ottobre 1825), questo libretto fu messo in musica anche da Eugenio Torriani con lo stesso titolo (Vicenza, Teatro Eretenio, 1828) e da Vincenzo Bellini con il titolo I Capuleti e i Montecchi (Venezia, Teatro La Fenice, 11 marzo 1830). La fortuna di quest'ultima partitura contribuì a determinare l'uscita di repertorio dell'opera di Vaccaj, anche se per qualche tempo l'opera di Bellini fu rappresentata col finale più tradizionale di quella di Vaccaj.

### Musica strumentale
Tra le opere strumentali ispirate alla tragedia ricordiamo Romeo e Giulietta, «ouverture-fantasia da Shakespeare» di Pëtr Il'ič Čajkovskij e il Roméo et Juliette (1839), sinfonia drammatica di Hector Berlioz, quest'ultima prevalentemente composta da parti strumentali e vocali. Berlioz fu probabilmente ispirato da una rappresentazione della tragedia del 1827: ne era stato talmente impressionato da sposare Harriet Smithson, l'attrice che impersonava Giulietta.
Prokofiev scrisse inoltre tre suite per orchestra basate sulla musica del suo balletto, di cui trascrisse inoltre dieci pezzi per pianoforte.

### Balletti
Sono stati creati molti adattamenti danzati della tragedia, il primo dei quali nel XVIII secolo. Il più conosciuto è il balletto in quattro atti Romeo e Giulietta musicato da Sergei Prokofiev su libretto di Sergei Radlov, Adrian Piotrovsky, Leonid Lavrovsky e Prokofiev stesso. La prima del balletto, che si doveva tenere al Teatro Kirov di Leningrado, fu rimandata fino all'11 gennaio 1940. Per una serie di curiosi contrattempi la prima avvenne quindi non in Unione Sovietica, bensì a Brno (nell'odierna Repubblica Ceca) il 30 dicembre 1938 con la coreografia di Ivo Váňa-Psota. Da allora il balletto è stato messo in scena da tutti i maggiori coreografi.
Nel 1965 la produzione di Romeo and Juliet del coreografo Kenneth MacMillan per il Royal Ballet esordì alla Royal Opera House, con le musiche di Prokofiev.

### Musical
Il musical West Side Story, diventato anche un film, è basato su Romeo e Giulietta, ma la storia è ambientata a metà del XX secolo a New York e le famiglie rivali sono rappresentate da due bande giovanili di diversa etnia.
Roméo et Juliette, de la haine à l'amour, un musical di Gérard Presgurvic, debuttò in Francia il 19 gennaio 2001 al Palazzo dei Congressi di Parigi. Al 2005 aveva già attirato sei milioni di persone.
Giulietta e Romeo è il titolo di una commedia musicale del 2007 con musica di Riccardo Cocciante e su libretto di Pasquale Panella.
Romeo e Giulietta - Ama e cambia il mondo (spettacolo musicale) è la versione italiana dell'opera musicale di Gérard Presgurvic, con testi italiani di Vincenzo Incenzo e la regia di Giuliano Peparini. Debuttò in anteprima assoluta il 2 ottobre 2013 all'Arena di Verona.

### Versioni cinematografiche e televisive
Esistono oltre quaranta versioni cinematografiche della storia di Romeo e Giulietta, di cui la prima nel 1900.
La versione del 1961 fu una tra le più importanti tra i classici di Hollywood. Il film West Side Story, ispirato a Romeo e Giulietta con le musiche di Leonard Bernstein, vinse dieci Oscar.
Nel 1968 Franco Zeffirelli diresse il film Romeo e Giulietta che vinse due Oscar. Abel Ferrara trasse dalla tragedia il suo film China Girl.
Il film del 1996 Romeo + Giulietta di William Shakespeare, diretto da Baz Luhrmann, nonostante l'ambientazione contemporanea mantiene il testo nella sua forma integrale.
Sempre del 1996 è Tromeo & Juliet, adattamento grottesco e splatter dell'opera di Shakespeare, diretta da Lloyd Kaufman per la casa di produzione indipendente ed irriverente Troma, in cui l'azione viene spostata nella New York dei giorni nostri.
Nel 1998 uscì nel solo mercato home video un film ispirato a Romeo e Giuletta. Questo film è prodotto da Walt Disney ed è intitolato Il re leone II - Il regno di Simba. È il sequel del primo film, intitolato appunto Il re leone, che a sua volta si ispirava a un'altra opera di Shakespeare, l'Amleto.
Nel 2011 esce invece una versione "gnomesca" del noto capolavoro shakespeareano: un film animato intitolato Gnomeo e Giulietta, anch'esso prodotto della Disney.
Nel 2013 è Carlo Carlei a reinterpretare la vicenda dei due giovani amanti con attori altrettanto giovani in Romeo & Juliet.
Nel 2014 su Canale 5 va in onda la mini fiction Romeo e Giulietta con Martiño Rivas e Alessandra Mastronardi nel ruolo dei due sfortunati amanti.
Nel 2017 la ABC crea una serie Still Star-Crossed che è liberamente ispirata all'opera Shakespeariana e che racconta le vicende in seguito alla morte di Romeo e Giulietta.
Nel 2019 la RAI produce la mini-serie L'Aquila-Grandi Speranze ambientata a L'Aquila dopo il terremoto del 2009. La vicenda mescola gli avvenimenti reali dell'epoca con "Grandi speranze" di Dickens, "I ragazzi della Via Paal" di Molnar e il "Romeo e Giulietta" di Shakespeare.

### Riferimenti nella musica leggera
- L'album dei Dire Straits Making Movies del 1980 contiene la famosa canzone Romeo and Juliet, che tratta il tema dell'amore perduto o non corrisposto. Il gruppo The Indigo Girls realizzò una reinterpretazione di questa canzone nell'album Rites of Passage. Nel 2007 anche il gruppo dei The Killers incise una reinterpretazione di questo brano contenuta nell'album-raccolta Sawdust.
- I Genesis nel brano The Cinema Show, contenuto nell'album Selling England by the Pound, fanno riferimento a due moderni Romeo e Giulietta, ansiosi di prepararsi per un appuntamento romantico.
- Giulietta è una canzone di Donatella Rettore contenuta nell'album Kamikaze Rock 'n' Roll Suicide del 1982.
- Nel 1983 Robin Gibb incise il brano Juliet, che quell'anno fu anche sigla del Festivalbar.[33] Nella serata finale della manifestazione, tenutasi all'Arena di Verona, il cantautore Bruno Laurenti interpretò un motivo dal titolo Giulietta e Romeo.
- La canzone Exit Music (For a Film) dei Radiohead, contenuta nell'album OK Computer, fu scritta nel 1996 per la versione cinematografica di Luhrmann (vedi sopra) ed è un incitamento di un amante all'amata a fuggire dall'oppressione delle rispettive famiglie attraverso il suicidio.
- Nel 1999 gli H.I.M. composero la canzone Join me (in death) tratta dall'album Razorblade Romance: essa parla di due innamorati che vogliono fuggire dalla realtà che li affligge con il suicidio; presero spunto appunto dalla vicenda di Romeo e Giulietta.
- Un remake musicale del 2005 del film degli anni trenta Reefer Madness contiene una canzone dal titolo Romeo e Giulietta nella quale due giovani amanti si comparano a Romeo e Giulietta, avendo letto solo la prima parte della commedia e avendo erroneamente supposto che alla fine vi fosse un lieto fine.
- Anche la cantautrice statunitense Emilie Autumn incise una canzone ispirata dalla famosa tragedia: Juliet, contenuta nel suo album Enchant.
- Il gruppo finlandese Sonata Arctica incise la canzone Juliet contenuta nell'album The Days of Grays, il cui testo è incentrato sui pensieri che Romeo fa poco prima di morire.
- Nel 2008 la cantante statunitense Taylor Swift pubblicò il singolo Love Story, estratto dall'album Fearless: la canzone narra la storia dei due amanti, citando più volte Romeo e Giulietta ma si conclude con un lieto fine.
- Il gruppo spagnolo Jarabe de Palo compose la canzone Romeo y Julieta (no eran de este planeta) la quale, ironizzando sui trascorsi dei due innamorati di Verona, narra di due giovani che si conoscono in un bar.
- Romeo y Julieta è una canzone degli Aventura.
- Compaiono nel secondo episodio della quarta stagione di Epic Rap Battle of History nel quale affrontano Bonnie e Clyde.
- Compaiono anche nella canzone dei The Gaslight Anthem She Loves You.

### Nello sport
Brani musicali composti per le diverse versioni teatrali e cinematografiche sono usatissimi nel pattinaggio artistico.
- Nel 1990 Ekaterina Gordeeva e Sergej Grin'kov hanno vinto il Campionato del mondo nelle coppie.[34]
- Nel 2001 Barbara Fusar-Poli e Maurizio Margaglio hanno vinto il Campionato del mondo nella danza su ghiaccio.[35]
- Nel 2006 Tat'jana Tot'mjanina e Maksim Marinin hanno vinto l’oro nelle coppie ai Giochi olimpici.[36]
- Nel 2007 Albena Denkova e Maksim Staviski hanno vinto il Campionato del mondo nella danza su ghiaccio.[37]
- Yuzuru Hanyū ha proposto la storia di Romeo e Giulietta in due stagioni, vincendo il bronzo nella gara maschile al Campionato del mondo del 2012 sulle musiche di Craig Armstrong per Romeo + Giulietta di William Shakespeare[38] e l’oro ai Giochi olimpici e al Campionato del mondo nel 2014 pattinando sulle musiche di Nino Rota per il film Romeo e Giulietta.[38]

### Edizioni in inglese
- Romeo and Juliet, ed. Brian Gibbons, Methuen, 1980, ISBN 0-17-443471-5.
- Romeo and Juliet. ed. R. Hosley, New Haven, 1954.
- Romeo and Juliet, ed. J. Dover Wilson and G. I. Duthie, Cambridge, 1955, ISBN 0-521-09497-6.
- Romeo and Juliet, ed. H. H. Furness, Philadelphia, 1971.

### Traduzioni italiane
- Romeo e Giulietta, traduzione di Michele Leoni, Firenze, Giovanni Marenigh, 1814, SBN CFIE005414.
- Romeo e Giulietta, collana Opere di Guglielmo Shakespeare, traduzione di Gaetano Barbieri, Milano, Truffi, 1831, SBN MIL0615058.
- Teatro completo di Shakespeare, traduzione di Carlo Rusconi, 2 volumi, Padova, Minerva, 1838, SBN LO10405750.
- Giulietta e Romeo, collana Teatro scelto di Gugliemo Shakespeare, traduzione di Giulio Carcano, vol. 2.2, Milano, Pirola, 1847, SBN PUV0740979.
- Romeo e Giulietta, a cura di C. Chiarini, Sansoni, Firenze, 1942.
- Romeo e Giulietta, a cura di Salvatore Quasimodo (testo originale a fronte), Mondadori, Milano, 1949.
- Romeo e Giulietta, a cura di Cesare Vico Lodovici, Einaudi, Torino, 1950.
- Romeo e Giulietta, a cura di A. Meo, Garzanti, Milano, 1975.
- Romeo e Giulietta, a cura di Gabriele Baldini (testo originale a fronte), Milano, Rizzoli, 1963.
- Romeo e Giulietta, a cura di Silvano Sabbadini, Milano, Garzanti, 1991, ISBN 88-11-58458-2.
- Romeo e Giulietta, a cura di Marco Ghelardi (First quarto del 1597), Noli (SV), NatRusso Communication, 2006, ISBN 978-88-89406-26-7.

### Testi critici
- G. Bulla, Il verso e la tragedia. Forme del linguaggio in "Romeo and Juliet", Roma, Bulzoni, 2004, ISBN 978-88-8319-914-1.
- Benedetto Croce, Commedie del Cinquecento, Bari, Laterza, 1945.
- J.W. Draper, Shakespeare's Star-Crossed Lovers, 1939.
- Northrop Frye Tempo che opprime, tempo che redime. Riflessioni sul teatro di Shakespeare, ed. it, Il Mulino, 1986, ISBN 88-15-01231-1.
- M. Garber Coming of Age in Shakespeare, Londra, 1981.
- (EN) Harry Reno Hoppe, The Bad Quarto of Romeo and Juliet: A Bibliographical and Textual Study, New York, Cornell University Press, 1948.
- Giorgio Melchiori, "Romeo and Juliet: la retorica dell'eros", in L'eros in Shakespeare, a cura di A. Serpieri e K. Elam, Parma, Pratiche Editrice, 1988.
- R. Rutelli, «Romeo e Giulietta», l'effabile. analisi di una riflessione sul linguaggio, Milano, 1978, ISBN 88-207-1352-7.
- Romeo and Juliet dal testo alla scena, a cura di M. Tempera, Bologna, 1986.
- Introduction to "Romeo and Juliet", ed. G.I. Duthie, Cambridge University Press, ISBN 0-521-09497-6.
- Introduction to "Romeo and Juliet", ed. Brian Gibbons, London, Methuen, 1980.
- Introduction to "Romeo and Juliet", ed. John D. Wilson, Cambridge University Press, 1955.

### Sulle fonti dell'opera
- Luigi Da Porto, La Giulietta, Giunti Editore, ISBN 88-09-20456-5.
- Cino Chiarini, Romeo e Giulietta. La storia degli amanti veronesi nelle novelle italiane e nella tragedia di Shakespeare, Firenze, Sansoni, 1906.
- A. Serpieri e AA. VV., Nel laboratorio di Shakespeare. Dalle fonti ai drammi, Parma, 1988.
- Maria Cristina Zaniboni, Un'antica passione. Romeo e Giulietta dalle fonti a Shakespeare, Imola Grafiche Galeate, 1988.
- La Giulietta nelle due edizioni cinquecentesche, a cura di Cesare De Marchi, Firenze, Giunti, 1994.
- Le storie di Giulietta e Romeo, a cura di Angelo Romano, Roma, Salerno, 1993.
- Albino Comelli e Francesca Tesei, Giulietta e Romeo: l'origine friulana del mito, L'Autore Libri, Firenze, 2006.

### Guide ai luoghi
- F. Pesci, La Verona di Giulietta e Romeo. I luoghi della leggenda shakespeariana, Milano, Electa Arnoldo Mondadori Editore, 1999, ISBN 88-435-6858-2.
- M.C. Zoppis, La casa di Giulietta. Verona. Ist. Poligrafico dello Stato, 2004, ISBN 88-240-1103-9.